# Ryō Watanabe (Fußballspieler, September 1996)
Ryo Watanabe (japanisch 渡邊 龍 Watanabe Ryo; * 24. September 1996 in der Präfektur Chiba) ist ein japanischer Fußballspieler.

## Karriere
Ryo Watanabe erlernte das Fußballspielen in der Jugendmannschaft des FC Tokyo sowie in der Universitätsmannschaft der Nippon Sport Science University. Seinen ersten Vertrag unterschrieb er am 1. Februar 2019 bei Tegevajaro Miyazaki. Der Verein aus Miyazaki, einer Stadt in der Präfektur Miyazaki, spielte in der vierten japanischen Liga, der Japan Football League. Als Tabellenzweiter stieg er mit dem Verein Ende 2020 in die dritte Liga auf. Sein Drittligadebüt gab Ryo Watanabe am 14. März 2021 (1. Spieltag) im Heimspiel gegen Iwate Grulla Morioka. Hier wurde er in der 65. Minute für Kenta Ōkuma eingewechselt. Nach insgesamt 54 Ligaspielen für Miyazaki wechselte er im Januar 2022 zum ebenfalls in der dritten Liga spielenden Vanraure Hachinohe.